# 一隻鳥仔哮啾啾
《一隻鳥仔哮啾啾》是一部1997年的台灣電影，是描述1960年代台灣西部沿海居民罹患烏腳病的劇情片。此片獲得第四十二屆亞太影展最佳影片，入圍第34屆金馬獎最佳劇情片，獲得該屆評審團大獎及觀眾票選最佳影片。

## 劇情
小男孩憨鐘仔住在鄉下，爸爸出海捕魚意外死亡，媽媽離家工作，憨鐘仔和他的阿公相依為命，阿公因為烏腳病，一腳已經截肢。憨鐘仔在學校被欺負，負責打掃厠所，後來在外面賣冰棒，希望可以賺錢貼補家用。
鄉下舉行歌舞秀，有人認出衣著清涼的舞者是憨鐘仔離家多時的媽媽，媽媽帶禮物去找憨鐘仔，但憨鐘仔已不認得她，並被阿公斥責不要再來。媽媽留了一些錢在家中，也到學校預繳憨鐘仔一年的餐費，並為了學校只有憨鐘仔要打掃厠所而感到不平。之後學校頒發服務獎狀給憨鐘仔，但同學欺負憨鐘仔，撕了獎狀，並且嘲笑他的媽媽跳脫衣舞。
阿公僅剩的一隻腳也因為烏腳病而截肢。憨鐘仔賣冰的小冰櫃被同學偷走。憨鐘仔生氣之下，衝到別人家的蛤田採蛤蜊，蛤田主人發現後，憨鐘仔和同學都逃跑，但憨鐘仔往深海的方向跑，最後溺死。

## 獎項
| 年份 | 頒獎典禮       | 獎項             | 名單   | 結果 |
| ---- | -------------- | ---------------- | ------ | ---- |
| 1997 | 第42屆亞太影展 | 最佳影片         |        | 獲獎 |
| 1997 | 第34屆金馬獎   | 最佳劇情片       |        | 提名 |
| 1997 | 第34屆金馬獎   | 最佳女配角       | 唐美雲 | 提名 |
| 1997 | 第34屆金馬獎   | 評審團大獎       |        | 獲獎 |
| 1997 | 第34屆金馬獎   | 觀眾票選最佳影片 |        | 獲獎 |

## 外部連結
- 互联网电影数据库（IMDb）上《一隻鳥仔哮啾啾》的资料（英文）
- 開眼電影網上《一隻鳥仔哮啾啾》的資料（繁體中文）
- 豆瓣电影上《一隻鳥仔哮啾啾》的資料 （简体中文）
- 香港影庫上《一隻鳥仔哮啾啾 （页面存档备份，存于）》的資料（正體中文）
- 台灣電影網上《一隻鳥仔哮啾啾 （页面存档备份，存于）》的資料（正體中文）
- 異境飛行-一隻鳥仔哮啾啾 （页面存档备份，存于） 痞克邦